# Діамантова ліга ІААФ 2019
Діамантова ліга ІААФ 2019 стала ювілейним, десятим, сезоном найбільш рейтингової всесвітньої серії легкоатлетичних змагань на відкритому повітрі, що з 2010 року організовується ІААФ.

## Змагання
Як і попереднього року, серія складалась з 14 змагань.
| Дата         | Змагання                                                | Місто     |
| ------------ | ------------------------------------------------------- | --------- |
| 3 травня     | Doha Diamond League                                     | Доха      |
| 18 травня    | IAAF Diamond League Shanghai                            | Шанхай    |
| 2 червня     | Bauhaus-Galan                                           | Стокгольм |
| 6 червня     | Golden Gala Pietro Mennea                               | Рим       |
| 13 червня    | Біслетські ігри                                         | Осло      |
| 16 червня    | Meeting International Mohammed VI d'Athlétisme de Rabat | Рабат     |
| 30 червня    | Prefontaine Classic                                     | Стенфорд  |
| 4-5 липня    | Атлетіссіма                                             | Лозанна   |
| 11-12 липня  | Herculis                                                | Фонв'єй   |
| 20-21 липня  | Müller Anniversary Games                                | Лондон    |
| 18 серпня    | Müller Grand Prix Birmingham                            | Бірмінгем |
| 24 серпня    | Meeting de Paris                                        | Париж     |
| 28-29 серпня | Світовий клас в Цюриху                                  | Цюрих     |
| 5-6 вересня  | Меморіал Іво ван Дамме                                  | Брюссель  |

## Регламент
Регламент серії-2019 передбачав визначення переможців в 32 дисциплінах (по 16 у чоловіків та жінок), розподілених по 14 змаганнях серії. Спортсмени заробляли очки в перших дванадцяти змаганнях задля змоги кваліфікуватись до фінального змагання. У кожній дисципліні серії на будь-якому з перших 12 змагань очки нараховувались спортсменам, які посіли перші вісім місць (від 8 очок за перше до 1 очка за восьме місця). Крім цього, спортсмени отримували призові — від US$ 10 000 за перше до US$ 1 000 за восьме місця. За підсумками набраних очок на перших 12 етепах найкращі восьмеро (а для бігу на середні дистанції та вертикальних стрибків — найкращі 12) спортсменів мали право взяти участь у фінальному старті. Залежно від дисципліни, фінальні старти проходили або в Цюриху, або у Брюсселі). Переможці серії у кожній дисципліні визначались за результатом виступу виключно у фінальному старті, отримували US$ 50 000 призових, звання «Чемпіон Діамантової ліги» (англ. Diamond League Champion) та відзнаку «Діамантовий трофей» (англ. Diamond Trophy).

## Переможці
— дисципліна не була представлена або не входила до заліку Діамантової ліги на конкретному етапі змагань

### Чоловіки

#### Бігові дисципліни
| #  | Дисципліна → Етап ↓ | 100 м                 | 200 м                 | 400 м                 | 800 м                    | 1500 м/1 миля                | 3000/5000 м              | 110 м з/б             | 400 м з/б               | 3000 м з/п                 |
| 1  | Доха                |                       | Раміль Гулієв 19,99   |                       | Найджел Амос 1.44,29     | Елайджа Манангої 3.32,21     |                          |                       |                         | Суф'ян ель Баккалі 8.07,22 |
| 2  | Шанхай              | Ноа Лайлс 9,86        |                       | Фред Керлі 44,81      |                          |                              | Йоміф Кеджелча 13.04,16  | Омар Маклеод 13,12    | Абдеррахман Самба 47,27 |                            |
| 3  | Стокгольм           |                       | Аарон Браун 20,06     | Майкл Норман 44,53    | Амель Тука 1.46,68       | Тімоті Черуйот 3.35,79       |                          |                       | Карстен Варгольм 47,85  |                            |
| 4  | Рим                 |                       | Майкл Норман 19,70    |                       | Донаван Брейзер 1.43,63  |                              | Телагун Бекеле 12.52,98  | Сергій Шубенков 13,26 |                         |                            |
| 5  | Осло                | Крістіан Коулмен 9,85 |                       |                       |                          | Марцин Левандовський 3.52,34 |                          |                       | Карстен Варгольм 47,33  |                            |
| 6  | Рабат               |                       | Андре де Грассе 20,19 |                       | Найджел Амос 1.45,57     |                              |                          | Сергій Шубенков 13,12 |                         | Гетнет Вале 8.06,01        |
| 7  | Стенфорд            | Крістіан Коулмен 9,81 |                       | Майкл Норман 44,62    |                          | Тімоті Черуйот 3.50,49       |                          | Орландо Ортега 13,24  | Рай Бенджамін 47,16     |                            |
| 8  | Лозанна             |                       | Ноа Лайлс 19,50       |                       | Вайкліф Кіньямал 1.43,78 | Тімоті Черуйот 3.28,77       | Йоміф Кеджелча 13.00,56  | Орландо Ортега 13,05  |                         |                            |
| 9  | Монако              | Джастін Гетлін 9,91   |                       | Стівен Гардінер 44,51 | Найджел Амос 1.41,79     |                              |                          |                       |                         | Суф'ян ель Баккалі 8.04,82 |
| 10 | Лондон              | Акані Сімбіне 9,93    |                       | Акім Блумфілд 44,40   | Фергюсон Ротіч 1.43,14   |                              |                          |                       |                         |                            |
| 11 | Бірмінгем           | Йоган Блейк 10,07     |                       | Акім Блумфілд 45,04   |                          |                              |                          |                       | Ясмані Копелло 49,08    |                            |
| 12 | Париж               |                       | Ноа Лайлс 19,65       |                       |                          | Рональд Мусагала 3.30,58     |                          | Деніел Робертс 13,08  | Карстен Варгольм 47,26  | Суф'ян ель Баккалі 8.06,64 |
| 13 | Цюрих               | Ноа Лайлс 9,98        |                       |                       | Донаван Брейзер 1.42,70  |                              | Джошуа Чептегей 12.57,41 |                       | Карстен Варгольм 46,92  |                            |
| 14 | Брюссель            |                       | Ноа Лайлс 19,74       | Майкл Норман 44,26    |                          | Тімоті Черуйот 3.30,22       |                          | Орландо Ортега 13,22  |                         | Гетнет Вале 8.06,92        |

#### Технічні дисципліни
| #  | Дисципліна → Етап ↓ | довжина                    | потрійний                 | висота                 | жердина              | ядро                     | диск                | спис                  |
| 1  | Доха                |                            |                           |                        | Сем Кендрікс 5,80    | Раян Кроузер 22,13       | Даніель Штоль 70,56 |                       |
| 2  | Шанхай              | Таджей Гейл 8,24           |                           | Юй Ван 2,28            |                      |                          |                     | Андреас Гофманн 87,55 |
| 3  | Стокгольм           | Тобіас Монтлер 8,22        |                           |                        | Сем Кендрікс 5,72    |                          | Даніель Штоль 69,57 |                       |
| 4  | Рим                 |                            | Омар Креддок 17,50        | Богдан Бондаренко 2,31 |                      | Конрад Буковецький 21,97 |                     |                       |
| 5  | Осло                |                            |                           |                        | Сем Кендрікс 5,91    |                          |                     | Йоганнес Феттер 85,27 |
| 6  | Рабат               | Хуан Мігель Ечеваррія 8,34 |                           | Богдан Бондаренко 2,28 |                      |                          | Федрік Дакрес 70,78 |                       |
| 7  | Стенфорд            |                            |                           |                        | Арман Дюплантіс 5,93 | Дарлан Романі 22,61      |                     |                       |
| 8  | Лозанна             | Хуан Мігель Ечеваррія 8,32 |                           |                        | Пйотр Лісек 6,01     |                          |                     |                       |
| 9  | Монако              |                            | Крістіан Тейлор 17,82     |                        | Пйотр Лісек 6,02     |                          |                     | Андреас Гофманн 87,84 |
| 10 | Лондон              |                            | Педро Пабло Пічардо 17,53 | Мажд Еддін Газал 2,30  |                      |                          | Даніель Штоль 68,56 |                       |
| 11 | Бірмінгем           |                            |                           | Брендон Старк 2,30     |                      |                          |                     | Чжен Чжаоцунь 87,75   |
| 12 | Париж               |                            | Вілл Клей 18,06           | Майкл Мейсон 2,28      |                      | Томас Волш 22,44         |                     |                       |
| 13 | Цюрих               | Хуан Мігель Ечеваррія 8,65 |                           | Андрій Проценко 2,32   | Сем Кендрікс 5,93    |                          |                     | Магнус Кірт 89,13     |
| 14 | Брюссель            |                            | Крістіан Тейлор 17,85     |                        |                      | Томас Волш 22,30         | Даніель Штоль 68,68 |                       |

### Жінки

#### Бігові дисципліни
| #  | Дисципліна → Етап ↓ | 100 м                         | 200 м                   | 400 м                       | 800 м                    | 1500 м/1 миля                    | 3000/5000 м                 | 100 м з/б              | 400 м з/б              | 3000 м з/п              |
| 1  | Доха                |                               | Діна Ашер-Сміт 22,26    |                             | Кастер Семеня 1.54,98    |                                  | Хеллен Обірі 8.25,60        | Даніель Вільямс 12,66  | Далайла Мухаммад 53,61 |                         |
| 2  | Шанхай              | Алея Гоббс 11,03              |                         | Сальва Насер 50,65          |                          | Рабабе Арафі 4.01,15             |                             |                        |                        | Беатріс Чепкоеч 9.04,53 |
| 3  | Стокгольм           |                               | Діна Ашер-Сміт 22,18    |                             | Аджей Вілсон 2.00,87     |                                  | Агнес Джебет Тіроп 14.50,82 | Кендра Гаррісон 12,52  |                        |                         |
| 4  | Рим                 | Елейн Томпсон 10,89           |                         | Сальва Насер 50,26          |                          | Гензебе Дібаба 3.56,28           |                             |                        | Далайла Мухаммад 53,67 |                         |
| 5  | Осло                |                               | Дафне Схіперс 22,56     |                             |                          |                                  |                             | Крістіна Клемонс 12,69 | Сідні Маклафлін 54,16  | Нора Джеруто 9.03,71    |
| 6  | Рабат               | Блессінґ Окаґбаре 11,05       |                         | Сальва Насер 50,13          | Неллі Джепкосгей 1.59,50 | Гензебе Дібаба 3.55,47           |                             |                        |                        |                         |
| 7  | Стенфорд            |                               | Блессінґ Окаґбаре 22,05 |                             | Кастер Семеня 1.55,70    |                                  | Сіфан Гассан 8.18,49        |                        |                        | Беатріс Чепкоеч 8.55,58 |
| 8  | Лозанна             | Шеллі-Енн Фрейзер-Прайс 10,74 |                         | Сальва Насер 49,17          |                          |                                  |                             |                        | Шам'єр Літтл 53,73     |                         |
| 9  | Монако              |                               | Шона Міллер-Уйбо 22,09  |                             |                          | Сіфан Гассан 4.12,33 WR          |                             | Кендра Гаррісон 12,43  | Сідні Маклафлін 53,32  |                         |
| 10 | Лондон              | Шеллі-Енн Фрейзер-Прайс 10,78 |                         | Шеріка Джексон 50,69        |                          | Лора М'юр 3.58,25                | Хеллен Обірі 14.20,36       | Даніель Вільямс 12,32  | Рашелл Клейтон 54,16   |                         |
| 11 | Бірмінгем           |                               | Шона Міллер-Уйбо 22,24  |                             | Аджей Вілсон 2.00,76     | Констанце Клостергальфен 4.21,11 |                             | Даніель Вільямс 12,47  |                        | Беатріс Чепкоеч 9.05,55 |
| 12 | Париж               | Елейн Томпсон 10,98           |                         | Стефані-Енн Макферсон 51,11 | Ханна Грін 1.58,39       |                                  |                             |                        |                        |                         |
| 13 | Цюрих               |                               | Шона Міллер-Уйбо 21,74  | Сальва Насер 50,24          |                          | Сіфан Гассан 3.57,08             |                             |                        | Сідні Маклафлін 52,85  | Беатріс Чепкоеч 9.01,71 |
| 14 | Брюссель            | Діна Ашер-Сміт 10,88          |                         |                             | Аджей Вілсон 2.00,24     |                                  | Сіфан Гассан 14.26,26       | Даніель Вільямс 12,46  |                        |                         |

#### Технічні дисципліни
| #  | Дисципліна → Етап ↓ | довжина               | потрійний              | висота                | жердина                  | ядро                  | диск                  | спис                   |
| 1  | Доха                | Катерін Ібаргуен 6,76 |                        | Ярослава Магучіх 1,96 |                          |                       |                       |                        |
| 2  | Шанхай              |                       |                        |                       | Екатеріні Стефаніді 4,72 | Чейз Ілі 19,58        |                       | Люй Хуейхуей 66,89     |
| 3  | Стокгольм           |                       |                        | Марія Ласіцкене 1,92  |                          |                       | Денія Кабальєро 65,10 |                        |
| 4  | Рим                 | Малайка Мігамбо 7,07  |                        |                       | Ангеліка Бенгтссон 4,76  |                       |                       | Люй Хуейхуей 66,47     |
| 5  | Осло                |                       | Катерін Ібаргуен 14,79 | Марія Ласіцкене 2,01  |                          | Ґун Ліцзяо 19,51      |                       |                        |
| 6  | Рабат               |                       |                        |                       | Сенді Морріс 4,82        |                       | Хайме Перес 68,28     |                        |
| 7  | Стенфорд            |                       |                        | Марія Ласіцкене 2,04  |                          | Ґун Ліцзяо 19,79      |                       |                        |
| 8  | Лозанна             |                       | Катерін Ібаргуен 14,89 | Марія Ласіцкене 2,02  |                          | Крістіна Шваніц 19,04 |                       | Крістін Гуссонг 66,59  |
| 9  | Монако              |                       | Юлімар Рохас 14,98     | Марія Ласіцкене 2,00  |                          |                       |                       |                        |
| 10 | Лондон              | Малайка Мігамбо 7,02  |                        |                       | Анжеліка Сидорова 4,75   |                       |                       | Тетяна Холодович 66,10 |
| 11 | Бірмінгем           | Нафіссату Тіам 6,86   |                        |                       | Екатеріні Стефаніді 4,75 |                       | Хайме Перес 64,87     |                        |
| 12 | Париж               |                       | Юлімар Рохас 15,05     |                       | Аліша Ньюман 4,82        |                       | Денія Кабальєро 66,91 |                        |
| 13 | Цюрих               |                       | Шаніка Рікеттс 14,93   |                       |                          | Ґун Ліцзяо 20,31      |                       | Люй Хуейхуей 66,88     |
| 14 | Брюссель            | Малайка Мігамбо 7,03  |                        | Марія Ласіцкене 1,99  | Екатеріні Стефаніді 4,83 |                       | Хайме Перес 68,27     |                        |